# Эммендинген
Эммендинген (нем. Emmendingen) — город в Германии, районный центр, расположен в земле Баден-Вюртемберг.
Город подчинён административному округу Фрайбург. Входит в состав района Эммендинген. Население составляет 27 511 человека (на 2016 год). Занимает площадь 33,79 км². Официальный код — 08 3 16 011.

## История
В 1418 году местечко получило рыночные права от германо-римского императора, а в 1590 году населённый пункт был возведен в статус города, так как стал столицей маркграфства Баден-Гохберг и он был обнесён стеной Якобом III.
Позже населённый пункт и территории вокруг него входили в маркграфство Баден Германо-римской империи.
19—20 октября 1796 года, в ходе Войны первой коалиции, французские войска генерала Моро расположившиеся близ Эммендингена, были атакованы австрийцами под начальством эрцгерцога Карла, и, под натиском последних, французы были вынуждены оставить свои позиции и отступить.
На начало XIX столетия местечко в Великом герцогстве Баден на реке Эльц, при подошве Шварцвальда.
На начало XX столетия (1905 год) в городе (местечке) проживало около 8 000 жителей обоего полу.
Сейчас город подразделяется на пять городских районов.

## Галерея

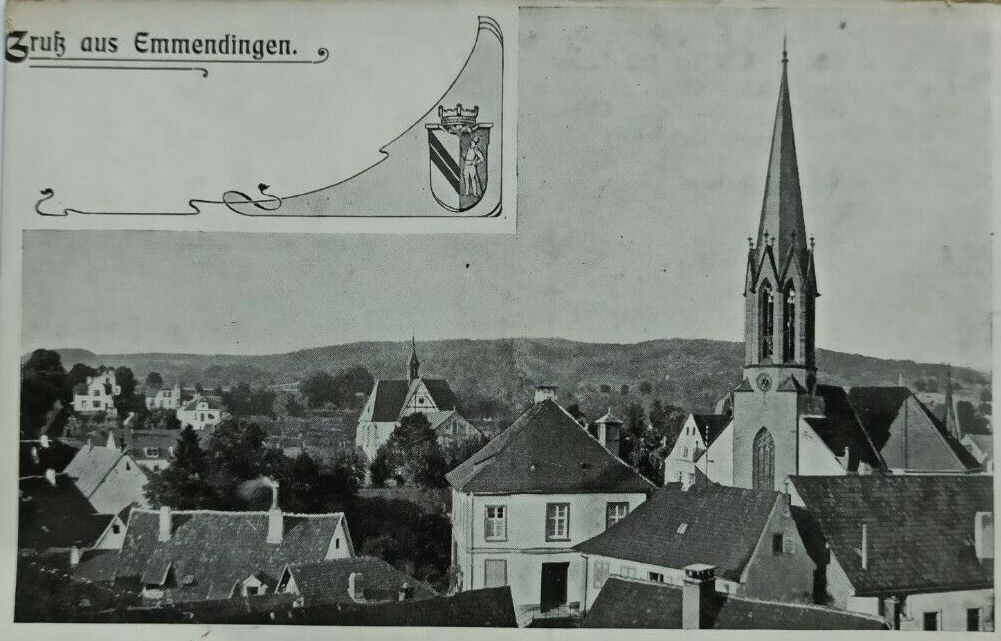
1905 год.
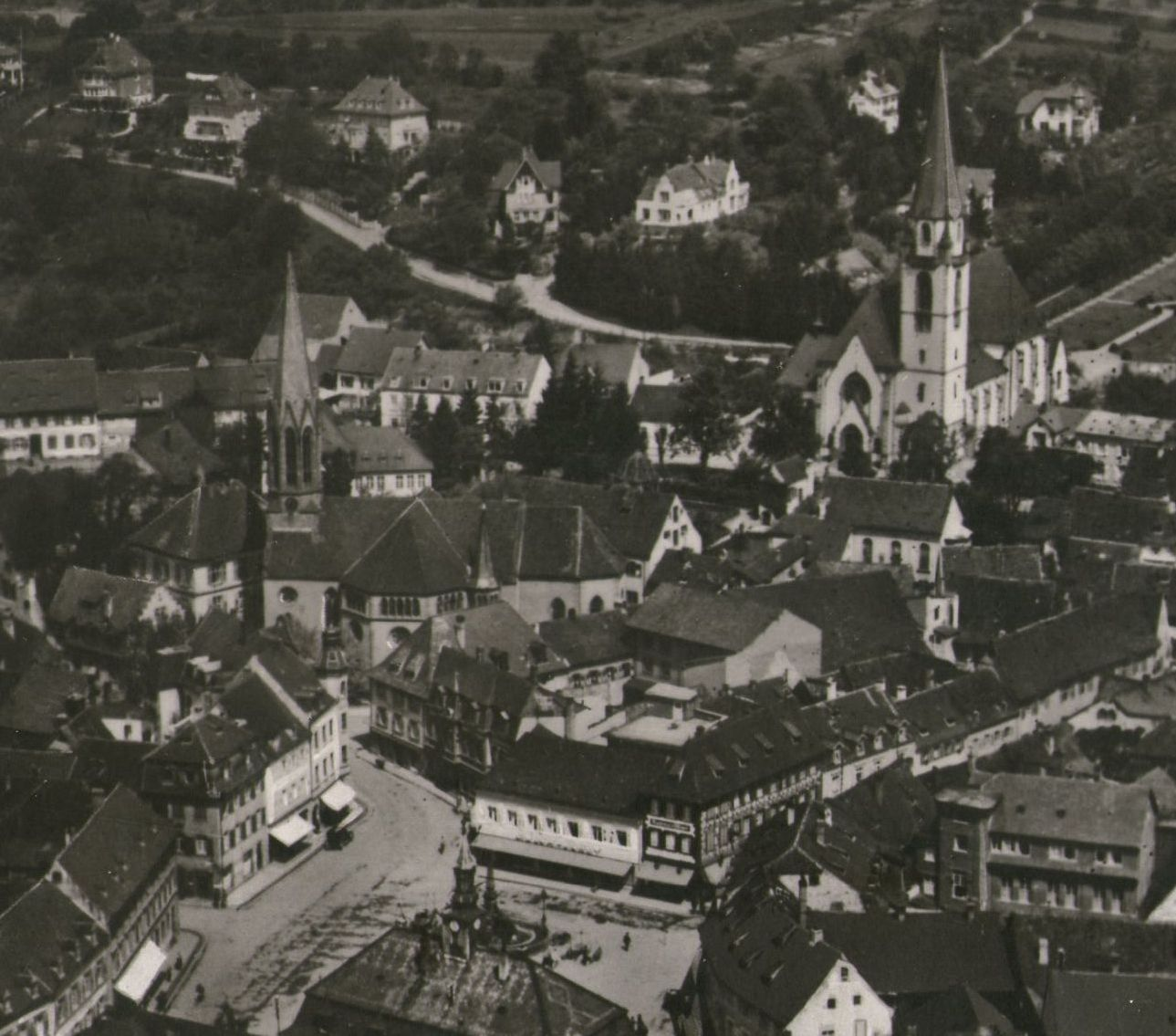
1923 год.
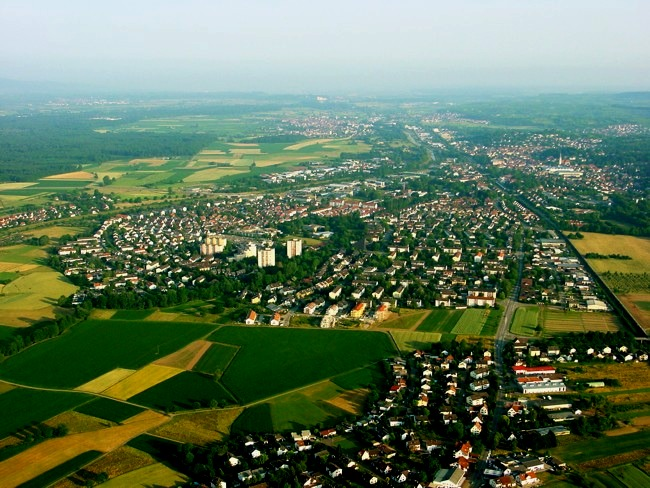
Вид но город с высоты полёта.
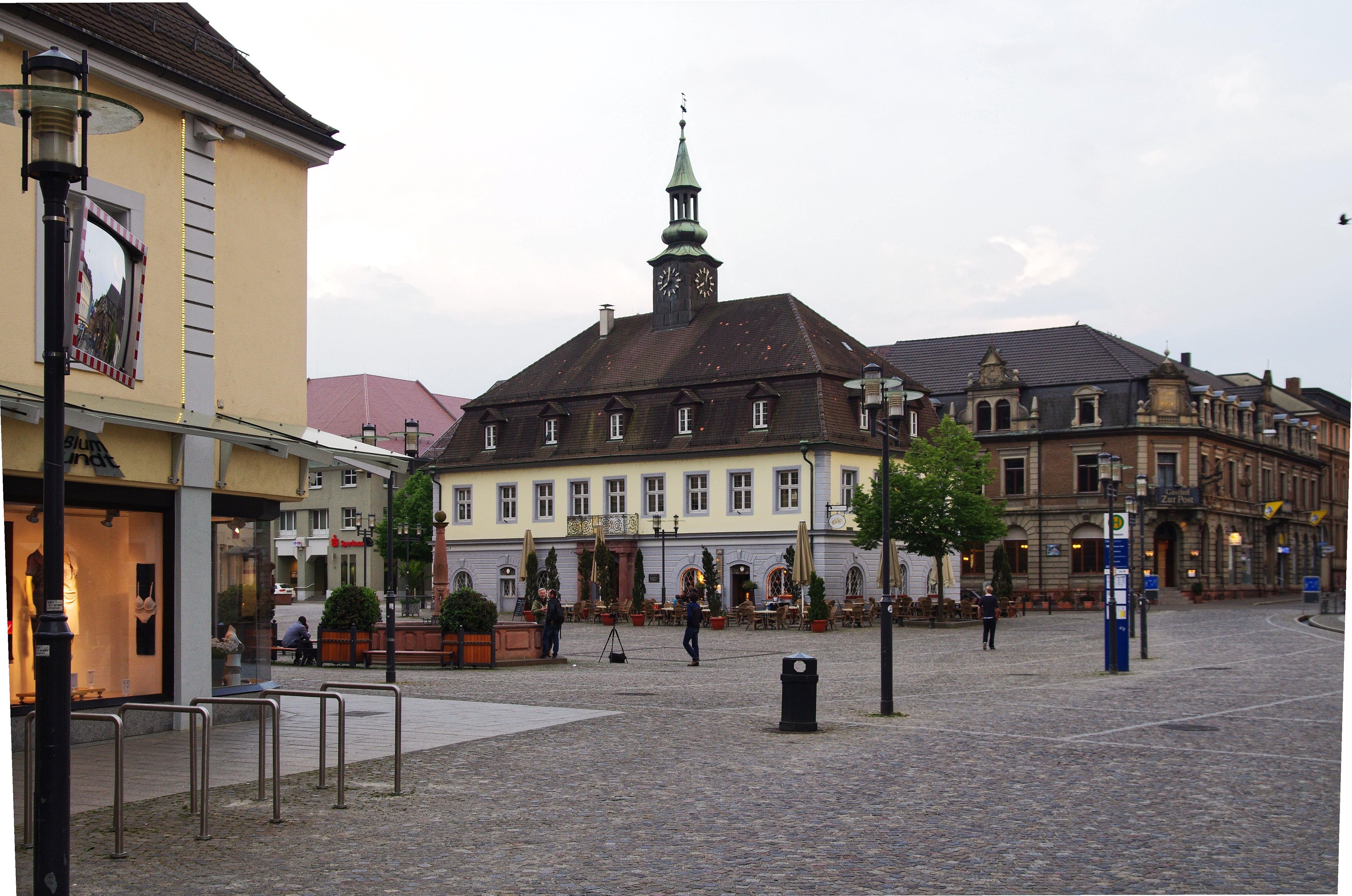
Старая ратуша.
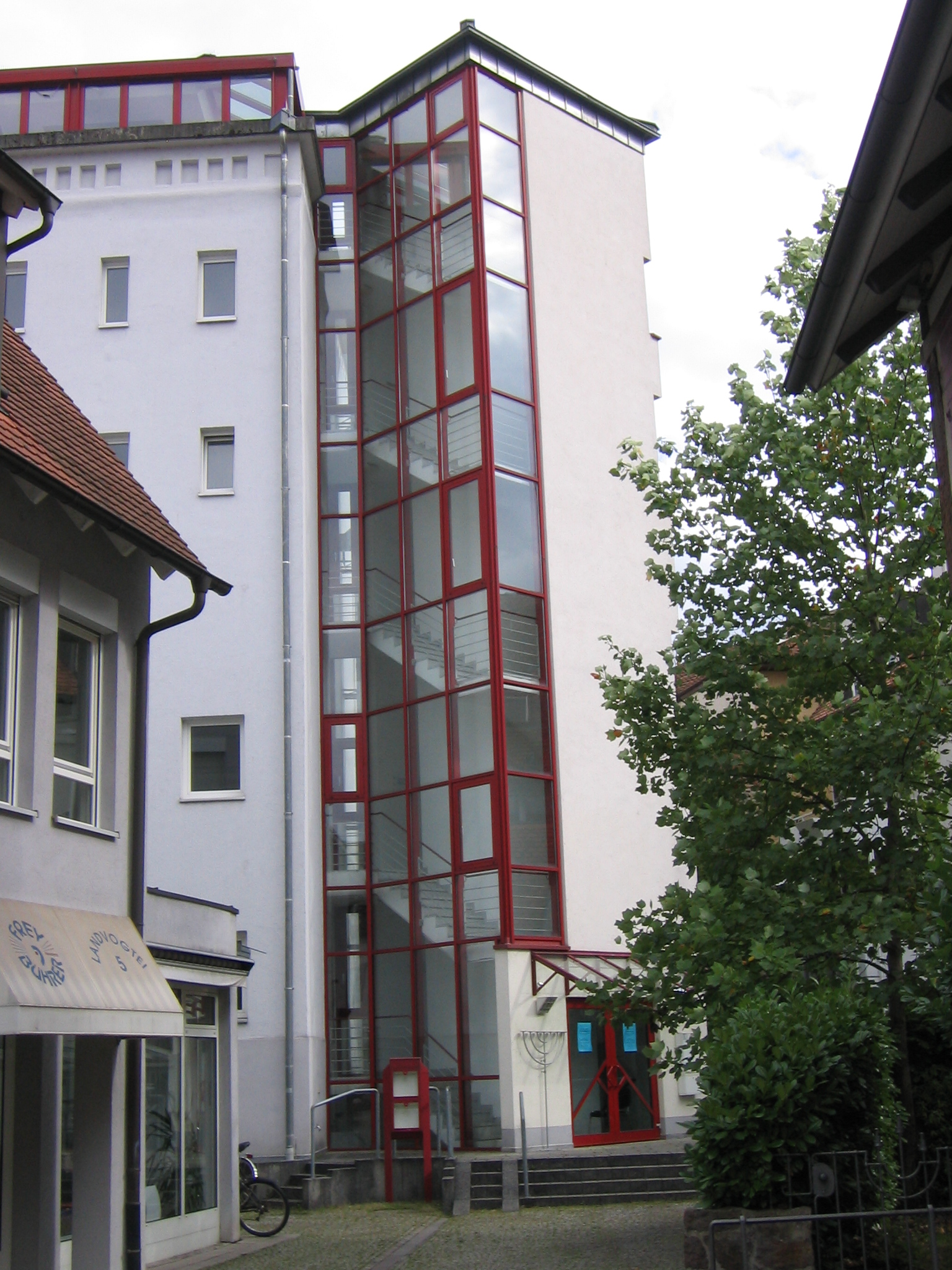
Синагога.
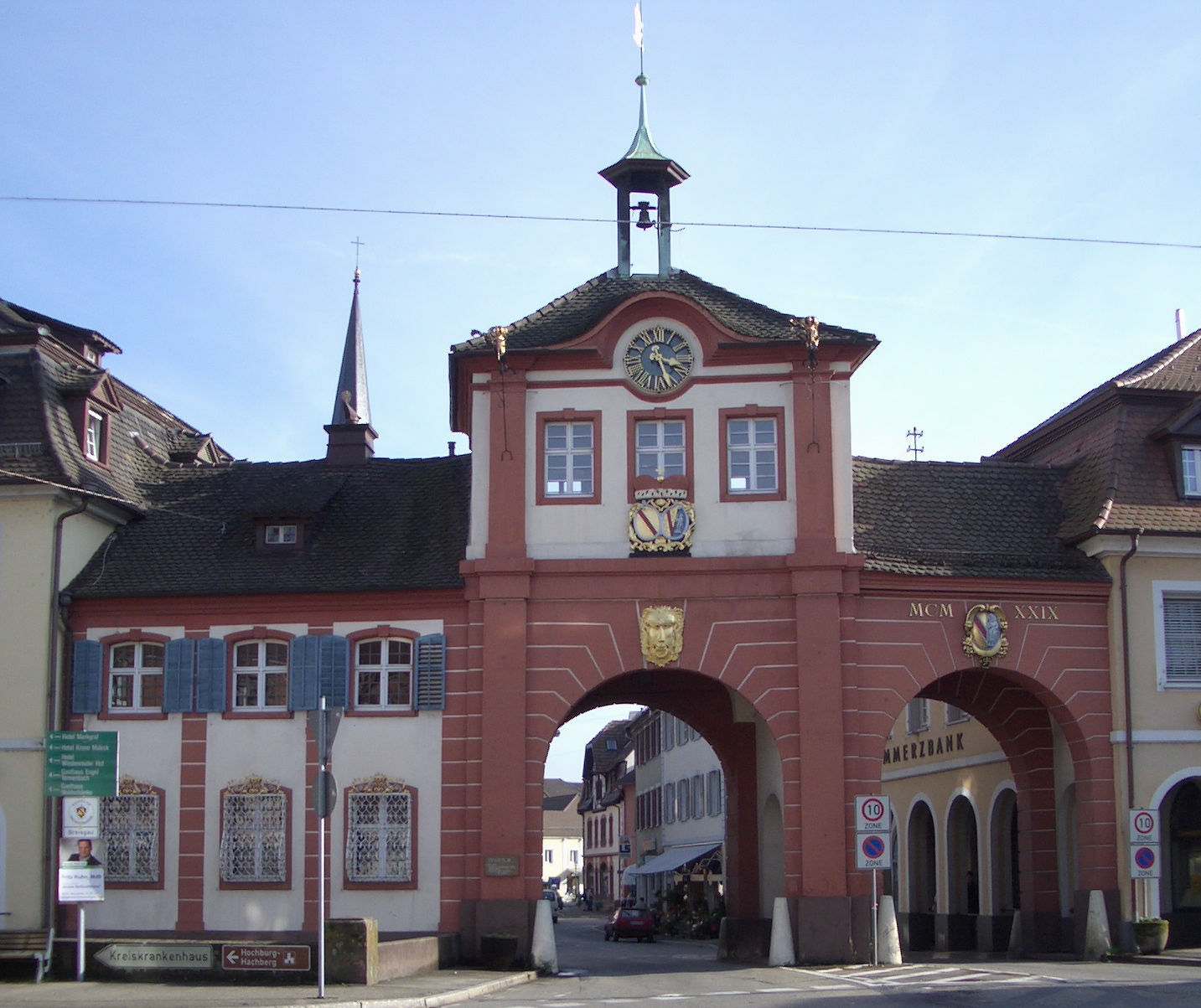
Городские ворота.